# Клыпа, Пётр Сергеевич
Пётр Сергеевич Клыпа (23 сентября 1926, Брянск — 16 декабря 1983, Брянск) — активный участник обороны Брестской крепости в годы Великой Отечественной войны, после войны был осуждён, и реабилитирован после огласки его судьбы писателем Сергеем Смирновым.

## Биография
Родился  23 сентября 1926 года в Брянске в семье железнодорожника (по другим данным он родился в 1927 году). Рано потерял отца. До 1939 года жил с матерью в Брянске.
В 1939 году Петю забрал к себе старший брат Николай Клыпа — командир Красной армии. Лейтенант Николай Клыпа командовал музыкантским взводом 333-го стрелкового полка 6-й стрелковой дивизии. Пётр стал воспитанником этого взвода.
С октября 1939 года, части 6-й стрелковой дивизии разместились в районе города Брест-Литовск и прилегающих к нему районах севернее реки Мухавец, приняв несение гарнизонной службы в Бресте и охрану государственной границы по реке Западный Буг в районе Бреста. Казармы 333-го стрелкового полка размещались непосредственно в цитадели Брестской крепости.

### Пребывание в плену и на оккупированной территории
Клыпа Петр Сергеевич, перед войной бывший воспитанником музыкального взвода 44-го стрелкового полка 42-й стрелковой дивизии, также дислоцировавшегося в Брестской крепости, вспоминал о дальнейших событиях:
… Мы, пятеро мальчишек — воспитанников полков из Брестской крепости, оказались в лагере в Бяла-Подляске. Володя Измайлов, с которым мы ходили вместе в пятый класс, и семиклассник Володя Казьмин числились в штате 44-го стрелкового полка, Петя Клыпа и Коля Новиков — ребята из музыкантского взвода 333-го стрелкового полка. Казьмину и Клыпе было по пятнадцать лет, нам с Измайловым — по двенадцать. Ещё были Влас Донцов и Степан Аксенов — они окончили школу и через год должны были служить действительную, но в лагере Влас, который был комсомольцем, попросил нас не выдать его.
Мальчишек нашего возраста, вероятно, отпустили бы, как отпускали плененных в крепости женщин, но мы были в форме, которой так гордились, только уже без петлиц.
Лагерь представлял собой большой участок в поле на окраине города, огороженный высоким забором из колючей проволоки; через сто-двести метров стояли вышки с пулеметами. В темное время территория освещалась прожекторами. К проволочному заграждению было запрещено приближаться даже днем. По тем, кто подходил к проволоке или пытался сделать подкоп, охранники открывали огонь без предупреждения.
Военнопленные сюда прибывали тысячами, и их продолжали вести колонну за колонной. Вероятно, это было что-то вроде пересыльного пункта.
В лагере также находились уголовники, бывшие заключенные. Они собирались в группы и, случалось, издевались над пленными.
Колючая проволока разбивала лагерь на сектора, перейти из одного в другой было нельзя…
Мы обратили внимание, что ежедневно небольшие группы пленных из тех, кто покрепче, по 10—15 человек выводят на работы. Пытались к ним пристроиться, но на пропускном пункте нас прогоняли. Однажды мы прознали, что немцы будут куда-то выводить большую колонну… Отобранных пленных сосредоточили возле проходной. Немцы зачитывали списки фамилий, несколько раз пересортировывали, люди переходили из группы в группу, пока, наконец, не определились человек 100—150, которых построили в колонну. Многие в этой колонне были одеты по гражданке. Куда поведут, никто не знал — могли в Германию, могли и на расстрел, — но мы решили, будь что будет, и пристроились к группе. В лагере долго не протянули бы: не знаю, как потом, а тогда на сутки давали 200-граммовую баночку несоленой перловой каши, и то не на всех хватало. На тридцатиградусной жаре мучила жажда. Каждое утро собирали на повозку умерших. Колонну повели в сторону Бреста. Оказалось, это были заключенные Брестской тюрьмы, которых немцы поначалу отправили в лагерь. К группе пристроились не одни мы. Переодетый в гражданское старшина нашего взвода Кривоносов или Кривоногов улучил момент нас окликнуть и попросил не выдавать.
Согласно нашему с ребятами плану, мы рассчитывали, проходя через какой-нибудь населенный пункт, отстать от колонны и спрятаться. Но с проселочных дорог нас быстро вывели на мощенный булыжником прямой брестский тракт и без привалов сопроводили в тюрьму.
В камеры никого не загоняли, все двери оставались открыты, и перемещение внутри здания и во дворе было свободным. В проемах между лестничными маршами остались натянуты металлические сетки — некоторые устроились на них отсыпаться.
В тюремном дворе стояла колонка, мы её облепили и никак не могли напиться. Коле Новикову стало плохо, опухли руки, ноги, лицо. Старшие советовали меньше пить, а как было удержаться?
К ограде подходили местные жители, искавшие родных, чтобы передать еду и одежду. Даже если не находили своих, все равно отдавали принесенное за ограду. Мы пробыли в тюрьме четверо суток. За это время удалось переодеться. Латаные штаны и рубахи не по росту превратили нас в деревенских оборванцев. В отличие от лагеря, в тюрьме не кормили вообще. Грязные, исхудалые, мы еле переставляли ноги.
На второй-третий день людей начали выпускать. По списку вызывали на проходную, давали несколько сухарей и отпускали на все четыре стороны. Когда дошла очередь до нас, народу в тюрьме оставалось совсем немного.
Принялись врать осматривавшему камеры офицеру, что мы из соседней деревни, принесли заключенным хлеб и за это сами попали за решетку. Немец поверил и вывел на проходную. Вроде сил не было, но за воротами помчались так, как в жизни не бегали, — пока немцы не передумали.
Собрались за собором и стали решать, что делать дальше. Петя Клыпа предложил идти по адресу его брата Николая, полкового дирижера, чья жена Аня, скорее всего, оставалась в городе. На улице Куйбышева нашли Аню и ещё несколько командирских жен. Пару дней восстанавливали здесь силы и думали, как пробраться к линии фронта.
Услышали, что на Пушкинской, в сторону переезда, немцы открыли детский приют. Ане самой было нечего есть, где уж кормить нашу ораву, и мы решили оформиться в казенное заведение.
Администрация в приюте была русская. Записали фамилии, показали кровати и поставили на довольствие — нам того и надо. Пробыли здесь дней десять. Еврейским детям потом нашили желтые латы, а для нас режим был свободный, весь день предоставлены сами себе. Болтались по городу, приходили только кушать (картошка с килькой) и ночевать. На чердаке нашли спортинвентарь, много разного барахла и, главное, ящики с мылом — чрезвычайный дефицит. Перетаскали это мыло Ане Клыпе.
Прошел слух, что старших детей будут увозить в Германию, а остальным улучшат питание, чтобы брать кровь. Мы решили: пора уходить.

Шоссейные дороги были забиты, и мы шли проселочными, держа направление на восток. Стоял август, на придорожном поле женщины жали серпами жито. Окликнули одну, попросили попить. Она дала водички и кислого молока, расспросила, кто такие. Мы рассказали правду: были в крепости, потом в лагере, а теперь идем к линии фронта. Женщина предложила: «Дело к вечеру, пойдем-ка к нам в Саки, это всего километр-два». Звали её Матрёна Галецкая, жила с мужем, детьми и старенькой матерью на самой окраине села. Мы помогли накопать картошки, с удовольствием поужинали и улеглись на сеновале. Утром хозяйка опять накормила. Соседи тоже принесли кое-что из продуктов, мы растолкали что за пазуху, что в сумку и продолжили путь. Тетка Матрёна на прощание сказала: «Будет тяжело, возвращайтесь». Так и вышло: в дороге я заболел и вернулся в деревню. И мальчишки вернулись, всех разобрали по семьям как рабочую силу. Петю взяла сама Матрёна, Колю Новикова — соседи, Измайлова — родственники Матрёны с хутора. А я был маленький, работник никудышный — никто и не брал. Пару недель жил с Петей у Матрёны. Потом пришла соседка Настасья Зауличная: «Ладно, будет у нас гусей пасти и за дитями посмотрит, когда я в поле», — переселила к себе. Осенью 1942-го Петя Клыпа и Володя Казьмин пошли искать партизан, дошли до Несвижа, там попали в облаву и были отправлены на хозяйство в Германию. Колю Новикова тоже вывезли как «арбайтера». А я оставался в Саках…
В Германии Пётр Клыпа стал батраком у немецкого крестьянина в деревне Гогенбах в Эльзасе. Из неволи его освободили американские войска в 1945 году.

### Послевоенные года
Летом 1945 года Пётр был передан на сторону советских войск, после чего доставлен в городок Дессау. Затем в город Люкенвальд, где прошёл фильтрацию и был мобилизован в Красную армию. В ноябре 1945 года был уволен в запас и вернулся в родной Брянск. Здесь Пётр Клыпа близко сошёлся со своим ещё довоенным знакомым Львом Стотиком, вместе с которым начал заниматься спекуляцией и за короткий срок совершил целый ряд других уголовных преступлений.
Ночью 4 апреля 1947 года на перегоне «Льгов — Комаричи» был убит, ограблен и сброшен с поезда неизвестный гражданин. По показаниям свидетелей и пострадавших, преступниками были двое молодых людей. Поскольку эти деяния имели признаки бандитизма, к розыску подключились органы госбезопасности. 18 марта 1949 года сотрудники МГБ по Брянской области арестовали одного из подозреваемых — Стотика Льва Сергеевича, 1923 г.р. При обыске у него обнаружили и изъяли револьвер системы «Наган» № 17573 выпуска 1936 года с 20 боевыми патронами. 24 марта 1949 года чекисты арестовали и его приятеля — Клыпу Петра Сергеевича, рабочего артели им. Молотова. У Клыпы при обыске обнаружили кобуру и магазин от пистолета системы «Маузер».
Из показаний П. С. Клыпы на допросе 24 марта 1949 года:
… До 1939 года я проживал с родителями в городе Брянске, затем добровольно пошел служить в Красную Армию. Война застала меня в городе Бресте, где я служил воспитанником в 333 полку. 1 июля 1941 года немцы окружили полк, и весь его личный состав погиб в бою, за исключением меня и ещё восьми человек, которые вместе со мной сдались в плен к немцам.
Вопрос: Как с вами поступили немцы после того, как вы сдались им в плен?
Ответ: Направили в лагерь для русских военнопленных, находившийся в местечке Белая Подляска, откуда я и Казьмин Владимир спустя месяц сбежали и пошли по направлению к линии фронта. Около города Барановичи, в деревне Жанковичи, Казьмина схватила полиция, после чего о его судьбе мне ничего неизвестно. Я успел скрыться и устроился на работу к одному хозяину — Тихонько Василию Васильевичу, проживавшему в деревне Оношки Несвежского района Барановичской области. У этого хозяина проработал до апреля 1943 года, после чего старостой был доставлен на биржу труда в местечко Сновь и отправлен на работу в Германию... В деревню Гогенбах, где определили работать к бауэру Коцель Фридриху, у которого я и работал до прихода американских войск.
Вопрос: Чем стали заниматься после их прихода?

Ответ: В первый же день прихода американцев последние начали изымать вещи и вино у немцев. Я им показал, где хранится вино у моего хозяина. Примерно через неделю я заявил в штаб танковой американской части о том, что около деревни Гогенбах в стогу соломы скрывается немецкий офицер. Американцы дали мне винтовку и группу солдат, совместно с которыми я расстрелял немецкого офицера. После этого американцы давали мне задание узнать, где проживают члены национал-социалистской партии и указать их дома. Я им указал три дома, где проживали фашисты, в том числе дом моего бауэра Коцель Фридриха. У этих лиц американцы забрали продукты и вино. Что они сделали с ними впоследствии для меня неизвестно... За выполнение заданий американский офицер, фамилии его не знаю, подарил мне золотые ручные часы, а также давал продукты питания и сигареты. Американцы также предлагали мне выехать в Америку. Это предложение мною принято не было... Они убеждали, что в Америке народ живёт культурно и богато и ни в чём не нуждается, что там нет колхозов, легко можно найти работу. После этого направлен в город Глюнд, где находился один из сборных пунктов для русских граждан, репатриируемых на родину. Летом 1945 года передан на сторону советских войск, после чего доставлен в город Дессау. Затем в город Люкенвальд, где прошел фильтрацию и был мобилизован в армию. В ноябре 1945 года уволен в запас. После приезда в Брянск я совместно со Стотиком Л. С. известным мне по довоенному времени, часто ездили в Москву, где закупали по 15—20 пар туфель, привозили их в Брянск и продавали по спекулятивным ценам. В апреле 1947 года я и Стотик повезли в Харьков картофель. На рынке Стотик проиграл в азартную игру все свои деньги, примерно полторы или две тысячи и решил любым путем достать деньги. Он заметил одного неизвестного гражданина, который, покупая часы, снял сапог и достал оттуда крупную сумму денег. Расплатившись, остальные спрятал обратно. Мы стали за ним следить и сели совместно в поезд «Харьков — Брянск», где и познакомились. На станции Льгов мы с неизвестным выпили водки, за которую заплатил я, и полезли на крышу вагона втроем. На перегоне Льгов — Комаричи, ночью, Стотик нанес ему сильный удар по голове железякой и он упал на крышу вагона. После этого Стотик снял с него сапоги…
Эти показания Клыпа и Стотик подтвердили на очной ставке. Картина преступной деятельности Стотика и Клыпы дополнялась другими эпизодами. В конце мая 1947 года они пытались ограбить колхозницу, продававшую на рынке свою корову за семь тысяч рублей, и намеревались ограбить заведующую буфетом станции Выгоничи и заведующую ларьком станции Брянск-1.
11 мая 1949 года военный трибунал Брянского гарнизона, рассмотрев в закрытом судебном заседании дело по обвинению Стотика и Клыпы, приговорил:
- Стотика Льва Сергеевича — заключить в ИТЛ по ст. 58-1 «б» УК РСФСР (измена родине) сроком на 25 лет, с поражением в правах (ему инкриминировалось сотрудничество с врагом при нахождении в плену, выявленное в ходе следствия, которое являлось более серьёзным преступлением, чем вооружённый грабёж и убийство и естественно «поглотившее» их).
- Клыпу Петра Сергеевича — заключить в ИТЛ по ст. 107 УК РСФСР (спекуляция) сроком на 10 лет и по ст. 50-3 УК РСФСР (бандитизм) сроком на 25 лет, без поражения в правах, с конфискацией всего имущества.

Свой срок Пётр Клыпа отбывал на Колыме, до момента пока в его судьбу не вмешался писатель С. С. Смирнов, активно занимавшийся историей обороны Брестской крепости и поиском её защитников.
Смирнов нашёл через его брата — Николая Клыпу. Бывшему командиру музвзвода удалось пережить войну и к моменту поисков он уже в звании подполковника занимал должность военного комиссара Маслянского района Тюменской области. На письмо писателя Н. С. Клыпа ответил, что его младший брат действительно был участником обороны Брестской крепости, после войны вернулся домой живым и здоровым, но, к сожалению, в последние годы связь между братьями оборвалась. Он сообщал, что в Москве живёт их сестра, у которой можно узнать теперешнее местонахождение Петра. От родных сестры Смирнов и узнал, что Пётр Клыпа отбывает заключение в Магаданской области, осуждённый за соучастие в уголовном преступлении. Несмотря на эту весьма неприятную неожиданность, писатель вскоре написал Клыпе письмо, в котором просил поделиться своими воспоминаниями, что он пережил и видел в крепости. П. С. Клыпа горячо откликнулся просьбу: он обещал подробно записать свои воспоминания и постепенно высылать их мне письмами. Началась регулярная переписка. Пётр Клыпа сообщал Смирнову интереснейшие подробности боёв за крепость, называл фамилии участников и руководителей обороны. Вдобавок он снабжал каждое письмо составленной по памяти схемой обороны. С. С. Смирнов пустил в ход весь свой авторитет и 23 декабря 1955 года Клыпа был помилован и досрочно выпущен на свободу. Из канцелярии Президиума Верховного Совета СССР, домой П. С. Клыпе, был прислан документ, датированный 8 января 1957 года, следующего содержания:
Сообщаем, что постановлением Президиума Верховного Совета СССР от 7 января 1957 года судимость с Вас снята. Выписка из протокола заседания Президиума направлена председателю исполнительного комитета Брянского городского Совета депутатов трудящихся, для вручения Вам под расписку.
После освобождения из мест заключения Клыпа вернулся на родину, женился. Жена родила ему двух детей:  сына Сергея и дочь Наташу. Проживал в посёлке Володарского на окраине Брянска. Работал токарем на Брянском заводе «Строммашина».
16 декабря 1983 года Пётр Сергеевич Клыпа умер от рака.
2 июня 1985 года жена писателя С. С. Смирнова — В. Г. Смирнова, писала Генеральному прокурору СССР А. М. Рекункову:
Уважаемый Александр Михайлович! Обращаюсь к Вам с просьбой. В произведении моего покойного мужа Смирнова Сергея Сергеевича «Брестская крепость» был упомянут Клыпа Петр Сергеевич — участник обороны Брестской крепости, ныне покойный. Мне известно, что он был осужден. Поскольку это было в 1949 году, у меня возникло сомнение в обоснованности этого приговора. Поэтому прошу проверить материалы этого дела, чтобы убедиться, правильно ли он был осужден.
Письмо переслали в прокуратуру Брянской области, где была проведена проверка. Было установлено, что П. С. Клыпа и Л. С. Стотик дружили с детских лет, ещё с довоенного времени прослыли хулиганами, очень часто были зачинщиками драк. По показаниям свидетелей, и Пётр Клыпа, и Лев Стотик поддерживали связь с уголовниками и считались среди них своими людьми. Итог проверки, проведённой прокуратурой Брянской области по делу Стотика и Клыпы, таков: не установлено фактов произвола, нарушений законности и норм Уголовного кодекса и Уголовно-процессуального кодекса в процессе розыска, следствия и привлечения к ответственности. В связи с этим прокуратура вынесла вердикт:
- производство в отношении Клыпы Петра Сергеевича и Стотика Льва Сергеевича прекратить за отсутствием оснований к возобновлению дела.
- о принятом решении по делу уведомить Смирнову В. Г.

## Память
- Благодаря книге Сергея Смирнова «Брестская крепость» имя Петра Клыпы стало известно всему Советскому Союзу, его именем называли пионерские дружины, юного героя Брестской крепости приглашали на торжественные мероприятия.
- За мужество и героизм в боях с немецко-фашистскими захватчиками Пётр Клыпа был награждён орденом Отечественной войны 1-й степени.
- В Государственном архиве Брянской области хранятся материалы, посвящённые П. С. Клыпе[2].
- П.С. Клыпе посвящена биографическая поэма Марка Лисянского «Петя Клыпа».[3]

## Образ в искусстве
- Пётр Клыпа стал основным прототипом Саши Акимова, главного героя полнометражного художественного фильма «Брестская крепость», посвящённого героической обороне крепости (его роль исполнил Алексей Копашов)[4][5].
- 2010 — в документально-игровом фильме Алексея Пивоварова «Брест. Крепостные герои» (НТВ) рассказывается в том числе и о Петре Клыпе.